# 자기애 보급품
정신분석학 이론에서 말하는 자기애 보급품(narcissistic supply)이란, 공의존자(codependent)로부터 병적으로 혹은 과도하게 요구하는 관심이나 존경, 혹은 구강 단계(oral stage)에 고착된 이들의 요구를 말한다. 이러한 관심이나 존경 등의 요구에는 타인의 느낌, 의견, 선호가 고려되어 있지 않다.
자기애 보급품이라는 개념은 1938년 오토 페니첼(Otto Fenichel)이 소개한 것으로, 이를 통하여 그는 존경, 대인 관계에서 획득하는 지지, 그리고 사람이 자신의 환경으로부터 얻는 자존감에 필요한 활력(sustenance)을 설명하였다.

## 역사
지그문트 프로이트(Sigmund Freud)의 자기애성 만족(narcissistic satisfaction)이라는 개념, 그리고 프로이트의 동료인 정신분석학자 칼 에이브러햄(Karl Abraham)의 연구에 입각하여, 페니첼은 어린 아이가 심리적 평정(mental equilibrium)을 유지할 수 있도록 하는 보급품을 초기 시절 개발하는 자기애성자의 욕구를 강조하였다. 그는 자기애 보급품 획득에 필요한 두 가지 주요 전략을 '공격성(aggression)'과 '아부(ingratiation)' 두 가지로 규정하였다. 이 두 가지는 서로 반대되는 유형으로, 이는 후에 각각 가학성(sadistic) 성향과 순응성(submissive) 성향으로 발달할 수 있다.
페니첼에게 있어, 아동기 필수적인 보급품의 상실(loss of essential supplies)은 우울 성향뿐 아니라 이후 보상적 자기애 보급품(compensatory narcissistic supplies)을 추구하는 경향의 핵심이었다. 페니첼은 충동적 신경증(impulsive neurosis), 사랑 중독(love addiction)을 포함한 중독, 도박이 아동기 이후의 삶에서 보급품을 획득하기 위한 처절한 노력의 산물이라고 보았다. 일찍이 정신분석학자 에른스트 짐멜(Ernst Simmel)은 1920년 연구에서 신경증 수준의 도박은 성인기에 원시적 사랑과 관심을 다시 획득하려는 시도로 보았다.

## 성격장애
정신분석학자 오토 컨버그(Otto Kernberg)는 악성 자기애(malignant narcissism) 성향의 범죄자는 타인을 자신의 자기애 보급품의 자원으로 이상화하지 않으면 타인을 무시하는 사람이라고 설명하였다. 자기심리학(self psychology)의 대가 하인츠 코헛(Heinz Kohut)은 자기애성 성격장애(narcissistic personality disorder) 환자는 정기적으로 제공되는 자기애 보급품 자원으로부터 단절되었을 때에 심리적으로 붕괴한다고 보았다. 자기애성 성격장애 환자에게 보급품을 제공하는 사람들은 자기애성자의 일부처럼 대우받을 것이며, 이로 인해 개인 바운더리(personal boundary)과 퇴색할 것이다.
이스라엘 출신으로 자기애성향과 성격장애에 관한 연구를 수행한 샘 바크닌(Sam Vaknin)은 자신의 연구에서 일부 심리학 개념의 범위를 확장하였다. 여기에는 자기애 보급품도 포함되었다. 그의 저서에서, 자기애 보급품은 '자기애성자'의 거짓자기(false self)에 대한 외부로부터의 인정과 가치 부여(개인이나 특성, 성취에 대한 찬양)로 개념을 정의하였다.

## 같이 보기
- 공의존
- 관심병
- 자기애 굴욕
- 자기애 분노와 자기애 손상
- 자기애성 성격장애
- 자기애 철수
- 칭찬
- 산도르 라도
- 아첨
- 트로피 와이프

## 참고문헌
- Abraham, Karl (1927) [1924]. 〈A Short Study of the Development of the Libido, View in the Light of Mental Disorders〉.   Ernest Jones. 《Selected Papers of Karl Abraham》. London: Hogarth Press. 418–501쪽. 2013년 10월 29일에 확인함.
- Fenichel, Otto (1938). “The Drive to Amass Wealth”. 《Psychoanalytic Quarterly》 7: 69–95. doi:10.1080/21674086.1938.11925342.
- ——— (1996) [1946]. 《The Psychoanalytic Theory of Neurosis》 50 anniversary판. New York, NY: W. W. Norton & Company. ISBN 978-0-393-03890-3.